# Спиновая метка
Спиновая метка — органическая молекула, обладающая неспаренным электроном и способностью связываться с другими молекулами.
Неспаренный электрон даёт возможность наблюдения спектров электронного парамагнитного резонанса (ЭПР), тем самым спиновая метка служит зондом для ЭПР. ЭПР-спектры спиновых меток несут информацию о локальной динамике (например в биологических мембанах, белках), полярности и pH окружения, а также служат для измерения расстояний (до 8 нм) в больших молекулах.
Наиболее распространённые спиновые метки — производные нитроксильных радикалов.